# 聖一派

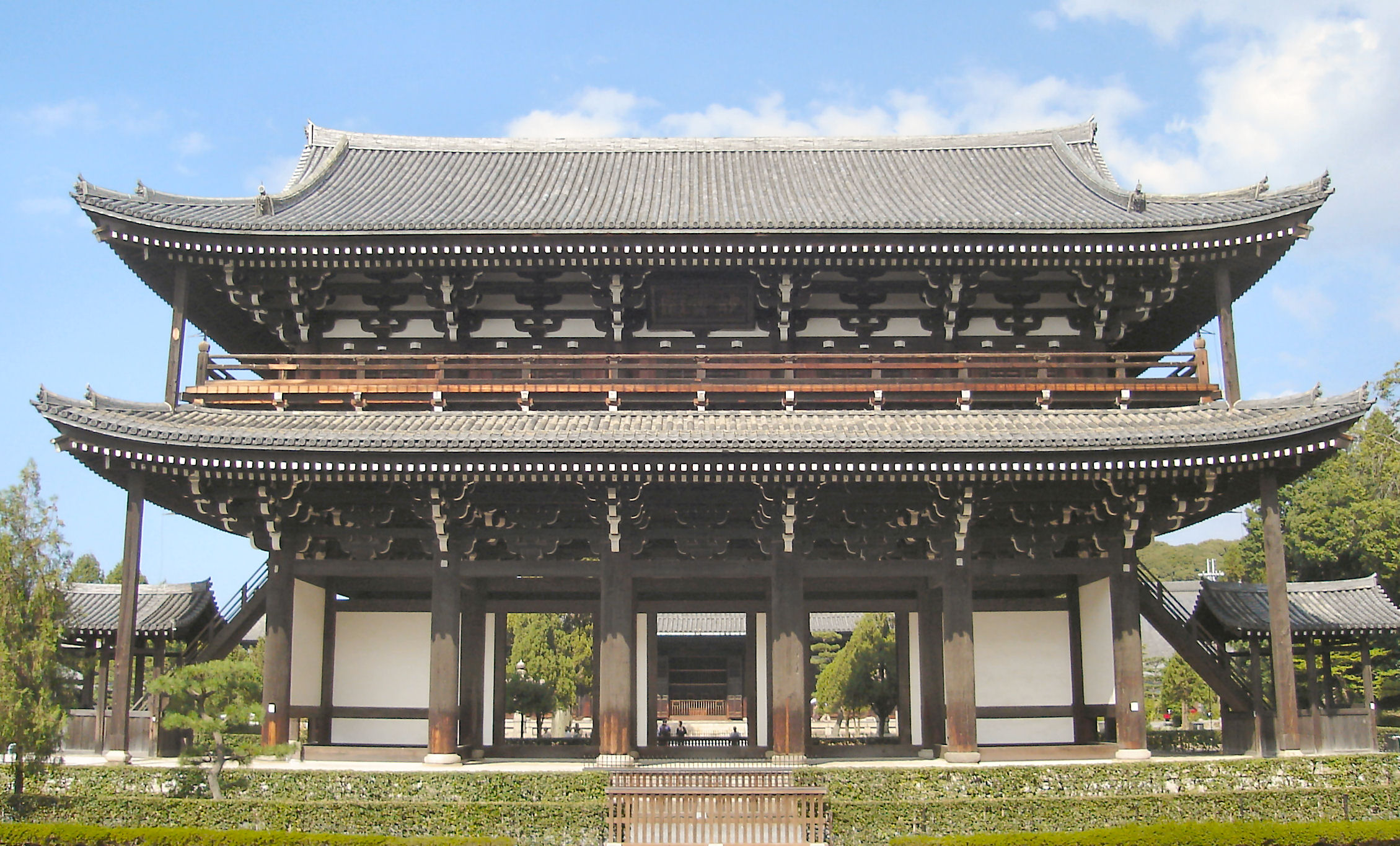
聖一派の拠点となった東福寺の三門・国宝

聖一派（しょういちは）とは、円爾（聖一国師）を派祖とする中世臨済宗の門派のひとつ。日本禅宗二十四流のひとつで京都五山の東福寺を拠点とし、13世紀では京都を中心に禅宗の主流派であった。同じ臨済宗でも蘭渓道隆を祖とする大覚派が禅のみを専修する純粋禅であったのに対し、禅と密を兼修する兼修禅であったことが特徴。聖一派は、積極的に将軍家・北条家・天皇家・摂関家などの権門を結びつき影響力を拡大。入宋僧らの人脈を生かして日中貿易を担い、外交僧としても活躍した。現在は東福寺派が法系を継ぐ。

## 中世仏教の研究史と聖一派
従来の日本の仏教史は、近代以降に現存した宗派ごとに研究する「宗派史観」が定着していた。そして中世仏教については家永三郎や井上光貞らが「古来の保守的な旧仏教に対し、革新的な鎌倉新仏教が台頭してきた」と評価する、いわゆる鎌倉新仏教中心論が主流であった。そのなかでも新仏教のひとつであった臨済宗では、江戸期に妙心寺派（大灯派）の白隠慧鶴が中興したことにより、純粋禅を理想の姿とする宗派史観が定着した。その結果、禅宗は鎌倉初期に旧仏教と妥協的であった兼修禅から、密教から距離を取った純粋禅に発展したとする歴史観が定着し、兼修禅である聖一派の評価は低かった。
このような宗派史観は、中世社会における仏教思想がもつ意義あるいは果たした働きについて検討することを困難にしていたという評価がある。たとえば禅宗では門派や法脈の形成に注目した研究が中心となった結果、ともすれば歴代高僧伝の様相を呈していた。
宗派史観からの脱却が図られるきっかけになったのは、1975年に黒田俊雄が発表した顕密体制論である。黒田は国家と宗教の関係性、すなわち顕密体制を中心に据えて中世仏教を捉え直した。そのなかで各宗派を正統派・改革派・異端派の3つに分類し、聖一派を含む改革派を顕密体制側からの改革を試みる禅律僧などとし、共通する特徴として密教の兼修を挙げた。
2020年代現在でも顕密体制論は影響力をもつが、発表後の研究によって見直しも進められている。たとえば平雅行は中世仏教を顕密と禅律の2元構成で捉えた。末木文美士は、いわゆる新仏教も他宗を意識し選択的に自らの体系に取り込んでいたと指摘し、中世前期では「専修・兼修」の二項対立は意味を成さないとする。また仏教の基盤について網野善彦や松尾剛次は、中世には京・鎌倉以外に都市的な場が生まれていたと指摘した上で、改革派の基盤をそうした都市で生活する職人や商人を含む都市民であるとしている。
さらに顕密体制論は日中交流による影響が軽視しているという指摘もある。これを踏まえた上川通夫は、平安後期に流入した北宋仏教の影響を受けつつ独自の創造的な改変が加えられた「疑似的汎東アジア性」を中世仏教の特徴とする。また川添昭二や村井章介らが中心になり、日中を往来した禅僧らが果たした文化的・政治的な役割について研究が深められた。
以上のような中世仏教研究にあって再評価されるようになった集団のひとつが聖一派である。鎌倉時代に旧来の八宗が禅宗に反発するなかで聖一派は京の有力者と交流をもち、のちに禅宗が国家的宗教になる基盤を築いていった。また従前は「兼修禅」の一言で片づけられていた聖一派の思想についても、2010年代に真福寺および称名寺所蔵の禅籍が纏められたことにより研究が進展している。

## 聖一派の沿革と思想・特徴

### 中世仏教における聖一派

#### 前史
禅宗は日本に8世紀に伝来し、最澄は円密戒禅の四宗を内包した天台宗を創設した。しかし天台宗では10世紀ごろには禅の法脈は重視されなくなっていった。いっぽうで日本の仏教は、平安後期までに南都六宗に天台宗・真言宗の二宗を加えた八宗を中心とした仏教秩序が成立した。黒田が主張する「顕密」はこの八宗を意味する。八宗は東大寺・興福寺・延暦寺・園城寺・東寺（四箇大寺と三門真言）を頂点とする権門勢力を形成し、顕教と密教の兼学を理想しつつ王法仏法相依論のもとで緩やかに結合していたと考えられている（顕密仏教）。これら八宗は自らを朝廷に公認された秩序と自認し、新たな宗派を立てる試み対して強硬に反発するようになった。たとえば禅宗の一派である達磨宗は延暦寺の反発にあい、朝廷は建久5年（1194年）に弾圧令を発したうえで禅宗の新規立宗を禁じている。
同時期の中国では仏教を禅・律・教の三学に分け、仏教寺院もそれぞれを専門とする律院・禅院・教院の3つに分類していた。ここでの禅は禅宗、律は律宗、教は天台宗・華厳宗・慈恩宗（法相宗）を意味するいっぽうで、三学に浄土宗は含まれていない。この中国における仏教秩序を最初に日本に紹介したのが、鎌倉初期に入宋した栄西と俊芿である。日本の臨済宗の開祖として知られる栄西は『興禅護国論』を著して禅宗の公認を求めたが、思想的には台密を重視していたと思われる。そしてこれに続いた円爾は禅教律からなる中国仏教観を日本の仏教の現状に即したかたちに捉え直して取り入れた。

#### 円爾の仏教観

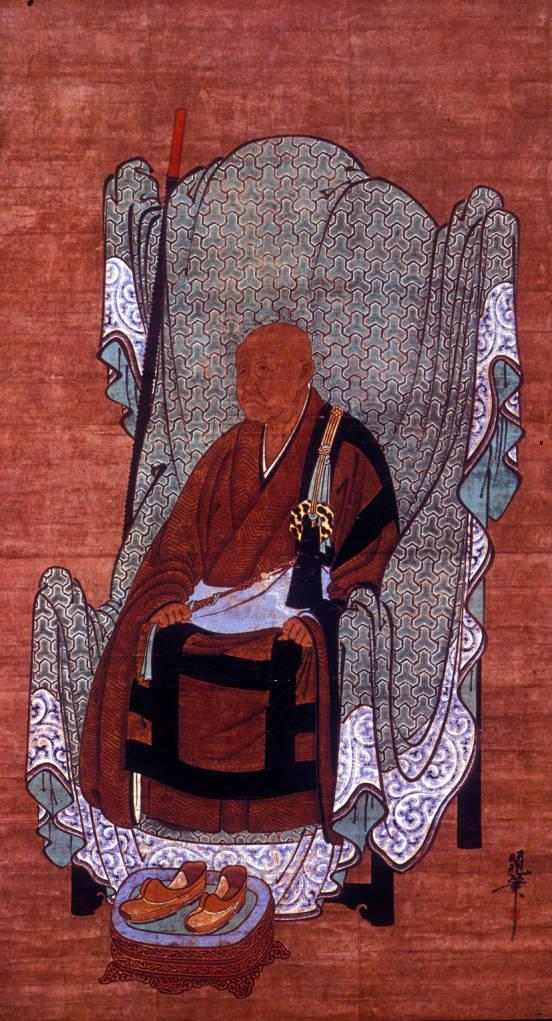
派祖の円爾の頂相
明兆筆・東福寺蔵・重要文化財

無準師範に師事し帰国した円爾は太宰府の横岳山崇福寺を開山。のちに関白九条道家に請われて東福寺を開山した。東福寺は道家が三宝（禅門・天台・真言）の道場とすることを企図した寺で、様々な宗派の僧が集まり雑多な大集団を形成した。そうしたなかで、聖一派が掲げたのが禅と密の両方をあわせもつ兼修禅である。円爾は「禅は仏心、律は外相、教は言説、称名は方便」として根本に仏心である禅を据えた。
円爾の著書とされる『十宗要道記』によると、顕密八宗に加えて浄土宗と仏心宗（禅宗）を加えた十宗を挙げて、これらが律門・教門・禅門の三門に包括されるとした。ここでは中国仏教とは異なり浄土宗も三門に加えられていることが特徴である。この十宗観は、癡兀大慧の『枯木集』や虎関師錬の『八海含蔵』にも見られるように、聖一派を中心に中世禅宗に共有されていたと考えられる。また東福寺で円爾から学んだ律宗の円照や無住も三学兼修を掲げており、禅宗以外にも影響を与えた。
円爾の思想について矢野立子は、円爾は当時の密教が儀礼化して現世利益の実現に拘泥するあまり心の行をおそろかにしている状況を嘆き、禅の実践により仏心の境地を実現することを目指して「密教を土台と位置づけたうえで諸宗の根本に禅を据えた」と推測したうえで、禅と密が深くかかわりながら鎌倉初期の禅宗が展開されていったとしている。末木や和田有希子は、諸概念が対立する状況を打破するため、これらを超越する密教の究極の境地に至るための手段として禅を根源に据えたと推測している。
この兼学の方針は円爾が栄西の門弟である栄朝らから兼修禅を学んでいたことが影響したと考えられる。鎌倉初期の仏教界は南都仏教も含めてあらゆる宗派が密教に傾倒し兼修しており、栄西も禅と密を近似するものと捉え兼修禅を実践していた。末木は、兼修禅のなかでも禅と密の融合を図ったのが聖一派の特徴としたうえで、「兼修禅は顕密八宗との対立を避けるための妥協と捉えがちだが、むしろ聖一派の教義の根本であった」と指摘する。そして聖一派に大きな影響を与えたのは禅教一致を掲げる『宗鏡録』としている。

#### 聖一派の興隆と顕密仏教の反発
円爾は無準師範から「早く本土に帰り、祖道を提唱せよ」と諭されて淳祐元年(仁治2年・1241年)に帰国するが、このとき師範は円爾に「必ず帝王の師と為らん、疑うこと勿かれ」と告げている。これは宋で皇帝らの外護を受けて中国五山が繁栄していたのと同様に、朝廷の庇護のもとで日本でも禅宗を称揚させることを円爾に託したためである。師範の教えを守った円爾は、帰国後に朝廷・幕府と積極的な交流をもち、京都における禅宗の展開に尽力した。聖一派は九条家・一条家の庇護を受けたほか、北条得宗家との関係も深く建長寺・円覚寺の住持に南山士雲・無為昭元が取り立てられている。また円爾は後嵯峨上皇に招聘され『宗鏡録』を講じたほか、亀山上皇は南禅寺の開山に無関普門を招いている。
円爾は帰国後も師範をはじめとして南宋禅僧との交流を積極的に行っていたが、いっぽうの南宋禅側にも円爾らをサポートして日本における影響を拡大したいという思惑があったとみられる。当時の南宋は支配域を広げる蒙古の脅威にさらされており、新たな宗教・経済基盤として日本は魅力的な土地であった。円爾とこれに集う師範の弟子らは南宋との繋がりを背景に大陸との人物交流・貿易・海外情報を掌握し、権力とのつながりを強化していった。
栄西が『興禅護国論』で論じたのと同様に、聖一派も禅宗を顕密仏教と並び立つ新たな鎮護国家にすることを指向していた。また兼修禅は顕密仏教との間で摩擦が起きにくく、民衆にも受け入れられやすかったと考えられる。聖一派は勧進にも力を入れた。円爾のほか、自然居士・東岸居士・西岸居士などの勧進聖を輩出し、法成寺・四天王寺・尊勝寺・東大寺などの大寺院が修復されている。こうした背景から、13世紀末に聖一派は急速に勢力を拡大していく。
このような聖一派の動きは、顕密仏教側からは脅威と見なされていく。円爾が延暦寺末寺の有智山寺衆徒から襲撃を受けたほか、聖一派の博多における拠点であった承天寺は寛元元年（1243年）に有智山寺衆徒によって破却されそうになる。しかしこの事件をきっかけにして、聖一派の拠点であった崇福寺と承天寺は十刹に列せられることになった。
蒙古襲来を契機にして鎌倉末期までに幕府の宗教政策が転換され、禅と顕密の双方が重視されるようになっていった。室町幕府もこの方針を継承し、公的な仏事では「禅教律三宗が参加すべき」と認識されるようになった。鎌倉末期から南北朝時代に禅宗は体制化され権力構造に組み込まれていくが、これにも顕密仏教は反発した。応安元年（1368年）に聖一派で南禅寺の住持であった定山祖禅が『続正法論』を著して顕密仏教と批判すると延暦寺は反発して強訴をおこなう。結果、定山は流罪にされ、南禅寺の楼門が破却されている。

#### 兼修禅から純粋禅へ
13世紀後半の禅宗の流れは錯綜しているが、鎌倉では蘭渓道隆ら多くの渡来僧により中国禅院の影響が強い鎌倉禅が隆盛していったとみられる。そして禅宗の主流は兼修禅から南宋禅の色合いが強い純粋禅に移行していった。聖一派でも徐々に兼修の方針が緩められていくが、末木はその画期を14世紀前半としている。円爾の法嗣である癡兀大慧は、密教を重視しつつその思想に禅への言及が含まれており、兼修禅の流れをくんでいた。そのいっぽうで統合されていた禅と密を個別の門流に相承していた事が知られている。同じく円爾の門弟で『雑談集』を著した無住も、三学をそれぞれ修学した者たちがその優劣を論ずる現状について「三学の根本は一心（禅）にあるので、互いに誹謗し合うことは不適当」と非難しつつ、末法の世に三学兼修することは困難として分立を是認している。
東福寺流の密教の法流は、東福寺の伝法灌頂堂であった荘厳蔵院が南山士雲の塔頭になった鎌倉時代末期には途絶え、寺外に流出したとみられる。

#### 他派の台頭と聖一派

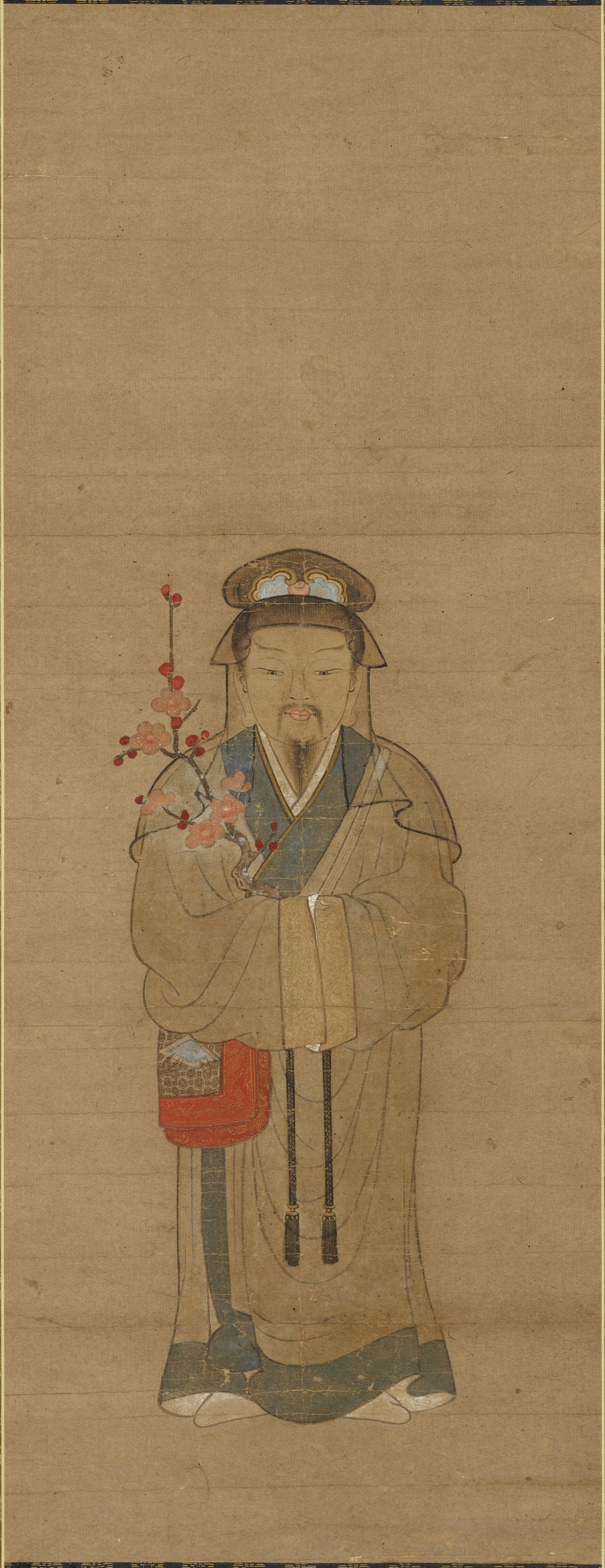
渡唐天神像

後述するように南宋との繋がりが深い聖一派は福岡に対外交流の拠点を持っていたが、蒙古襲来をきっかけにその中心が大応派へと移っていく。崇福寺は少弐氏の外護のもと円爾と共に師範に師事した湛慧によって建立されたが、湛慧は円爾が帰国すると従前の約束どおりその座を譲り、以降は聖一派の拠点となっていた。しかし蒙古襲来が迫ると、鎌倉幕府と少弐氏は崇福寺を幕府に近い大応派の祖南浦紹明に明け渡した。この背景には聖一派の外護者であった九条道家が寛元4年（1246年）に失脚したことが影響したと考えられる。これ以降、崇福寺は大応派の拠点となり、のちに十刹に名を連ねるなど中世後期に大いに繁栄した。
崇福寺を奪われるかたちになった聖一派と大応派の間には確執が生まれた。上田純一や橋本雄は、鎌倉後期に創出された渡唐天神説話を聖一派が崇福寺を占拠する大応派を批判するためにつくったもの、としている。
また鎌倉時代後期には鎌倉禅の大応派・仏光派・大覚派が相次いで京に進出し、聖一派は苦境に立たされた。東福寺は挽回すべく円爾への国師号の宣下を求め、嘉元2年（1304年）に認められた。聖一派の虎関師錬が『元亨釈書』や『聖一国師語録』を執筆・編纂したのもこの頃である。『元亨釈書』は公武権力者が円爾に帰依したように印象付けて正統性を誇示するため、円爾と後嵯峨院の交流を強調して書かれていると指摘されている。この『元亨釈書』は延文5年（1360年）に入蔵が朝廷に認められた。石川力山は「入蔵によって禅宗が揺るがない地位を固めた」と評価している。
さらに鎌倉幕府が滅亡すると建武親政期に鎌倉にいた渡来僧が京に集められるようになる。鎌倉禅には元からの渡来僧が多く、鎌倉末期から教団構造や儀礼体系に元代の禅宗の影響が大きくなっていた。五山では十方住持制などの制度が敷かれ、禅宗が国家体制に組み込まれていく。さらに建武親政期には至元4年（1338年）に完成した『勅修百丈清規』が導入され、国家的仏教の地位を固めた。そのいっぽうで東福寺は住持を聖一派の法系によって継承する度弟院であった。人事を掌握することで禅林統制を図る権力者にとって度弟院は不都合な存在で、やがて東福寺は「非五山列」と批判されるようになる。建武2年（1335年）に後醍醐天皇は東福寺を五山から排除しようと試みるが、東福寺僧の強い反発にあい中止されている。しかし室町幕府も同様に問題視し、暦応4年（1341年）には東福寺は五山最末の5位に落とされた。続く康永元年（1342年）に相洛五山体制になった折にも、東福寺は最末に置かれた。
その後も足利尊氏・光厳天皇・光明天皇・高師直ら有力者が夢窓派に帰依し、聖一派の存在感は減少していった。東福寺に対し役夫工米免除の太政官符が出される、すなわち「官寺」に列さられるのは五山の中でも遅く、嘉慶2年（1388年）である。
また聖一派は無準師範からの法系を強調していたが、建武3年に伝法の象徴となっていた「密庵法衣」（後述）を紛失してしまう。これに対し聖一派は新たに宋・元の禅宗で重視されていた伝法衣「楊岐法衣」を円爾が相承したという伝承を創作し、自派を東アジアの禅宗における嫡流に位置づけようと試みた。この言説は第4代将軍足利義持に認められ、聖一派は義持によって厚遇を受けた。
このように中世後期に劣勢に立たされた聖一派は、新たな伝承の創作して自派の正当性を強調し、室町時代の五山でも夢窓派（天龍寺・相国寺）と並ぶ有力門派の地位を維持した。

### 度弟院

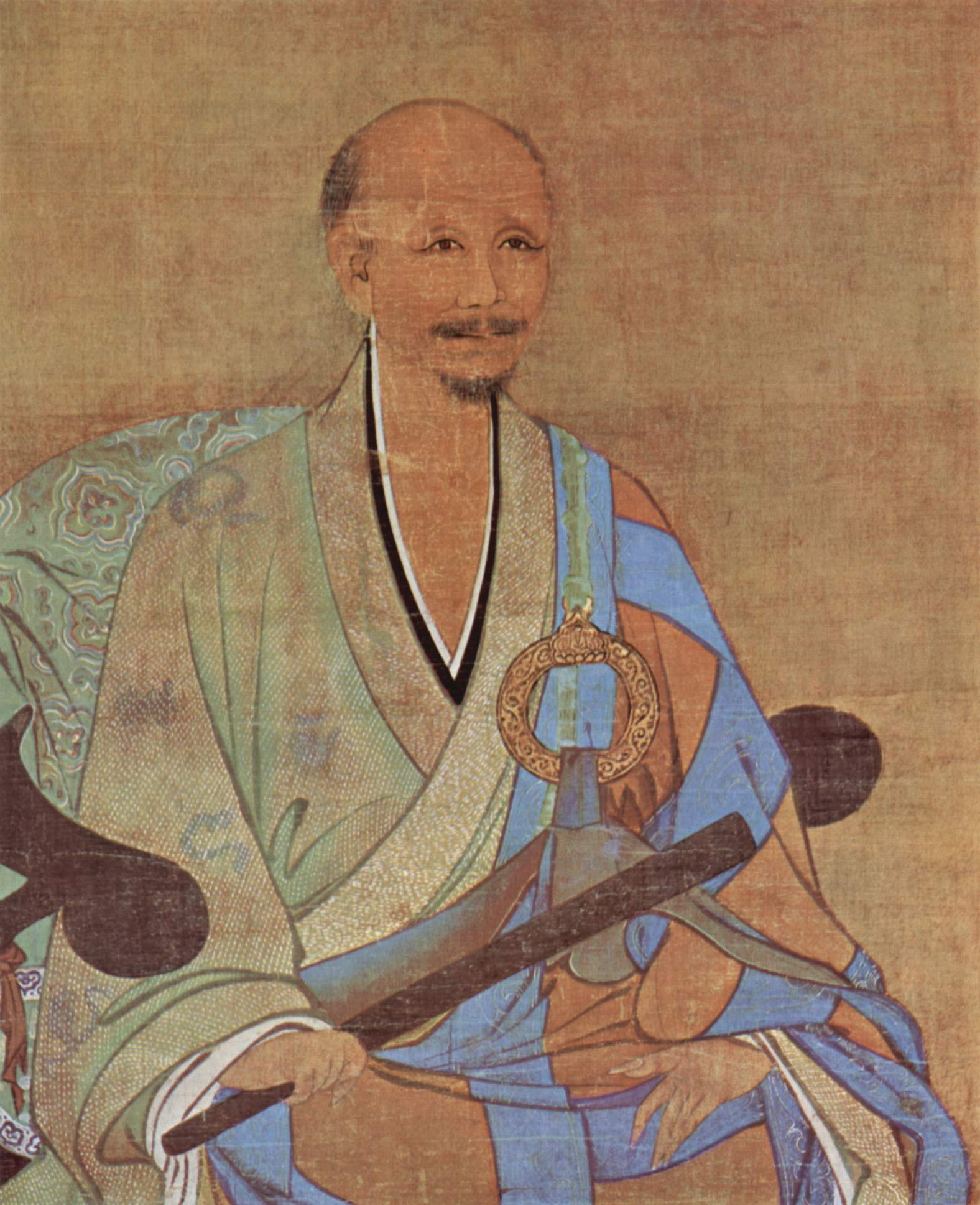
無準師範の頂相（部分）
東福寺蔵・国宝

聖一派の特徴として、強い門派意識が挙げられる。中世禅宗では師弟関係が重視され、これが門派を構成していたが、いっぽうで官寺である五山では十方住持制が採られていた。特に鎌倉時代末期には多くの渡来僧を住持に迎えて元代禅宗にならった寺院制度が採り入れられていき、やがて純粋禅が主流になっていった。しかし東福寺住持は聖一派以外の他派を交えず、円爾の法系で継承された点に特徴がある。また九条家・一条家によって補任される点でも五山の中で異質な存在であった。
聖一派は渡来僧を迎えない代わりとして、有能な人材を次々に宋に留学させる方針を採った。円爾の高弟でも無関普門、白雲慧暁、山叟慧雲、蔵山順空、無外爾然、直翁智侃、東洲至道などが入宋している。彼らは宋で印可を受けても帰国後は聖一派の法統を継ぐことが特徴で、聖一派では師弟関係が固定化されていった。原田正俊は、聖一派にが重視したのは無準師範からの法流であったと指摘している。また康昊は、東福寺に伝わる「密庵法衣」が鎌倉・南北朝期までに聖一派で師弟相承の象徴となっていたと指摘している。これは夢窓派や仏光派が師範の嫡流を主張したことに対抗したものと考えられる。

## 日中交流と聖一派
聖一派が評価されるようになったもう一つの理由は、中世日本における対外交流である。従来の歴史研究では10世紀に遣唐使の派遣が中止されると日本では中国文化の影響を脱した国制・文化が隆盛したという理解があり、しかも中世前期の貿易を担ったのは国家使節ではなく地方（九州・中国）の民間貿易商で、中央（畿内・鎌倉）の史料にその実態が記されることがほとんどなかったため中世貿易が深く研究されることはなかった。しかし、1970年代に鴻臚館などの発掘調査をきっかけに研究が進展し、遣唐使が派遣されていた時代よりも活発に貿易が行われていたと理解されるようになっている。そして日宋・日元・日明間の貿易・外交・文化交流を担ったのが、聖一派をはじめとする博多に拠点をもつ禅僧であった。

### 貿易

#### 日宋貿易

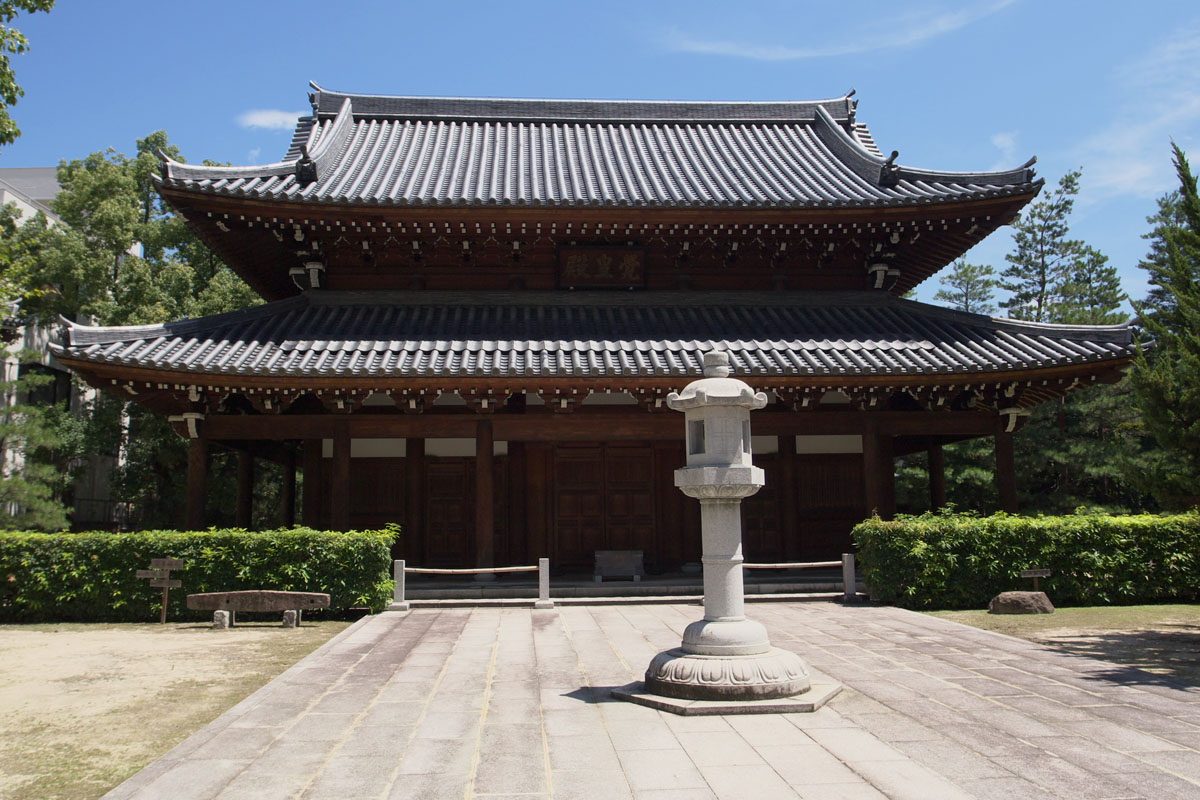
博多における拠点であった承天寺の仏殿

平安後期から鎌倉前期にかけて貿易を担ったのは、博多を拠点とした宋商人（博多綱首）である。博多綱首は日本では九州の寺社・荘園に帰属関係を結び、これらを後ろ盾としていた。そのいっぽうで南宋では交易保証を中国禅宗に求め、大陸で禅寺への寄進などを行いつつ中国禅宗の博多地域への移入を積極的に行っていた。
いっぽうで12世紀前半には途絶えていた入宋僧の渡航が1167年の重源を皮切りに再開され、栄西らが大陸に渡り中国禅宗が日本にもたらされた。入宋僧の渡航が再開された背景には、入宋貿易を重視した平清盛や後白河法皇の思惑があったと考えられる。
13世紀に博多綱首の中心人物であった謝国明は、円爾のスポンサーでもあった。たとえば円爾は帰国の翌年に径山が火災で焼失した事を知ると、謝国明に依頼して木材を送り届けた。佐藤秀孝は、この頃から円爾が博多綱首から援助を受けていることは重要であると指摘している。
謝国明の出資により仁治3年（1242年）に博多に承天寺が開かれ、帰国したばかりの円爾が開山として招かれた。東福寺の末寺で聖一派の博多の拠点となった承天寺は外護者である藤原摂関家のもとで勢力を伸ばし、中世前期の博多において聖福寺と共に博多綱首と一体となって日宋交易の中心地となった。この頃の承天寺と聖福寺は「綱首の寺」と称されている。
鎌倉前期における貿易は中央の権門勢力や博多周辺の寺社が主体となり、博多綱首が出資・保護者となって、船や船員をチャーターして行っていたと考えられる。そして両者を繋いだのが聖一派など中国禅宗とつながりをもつ禅宗であった。権門勢力は九州の寺社を末寺・末社化することで博多綱首と繋がり、貿易を行っていたとされる。

#### 日元貿易

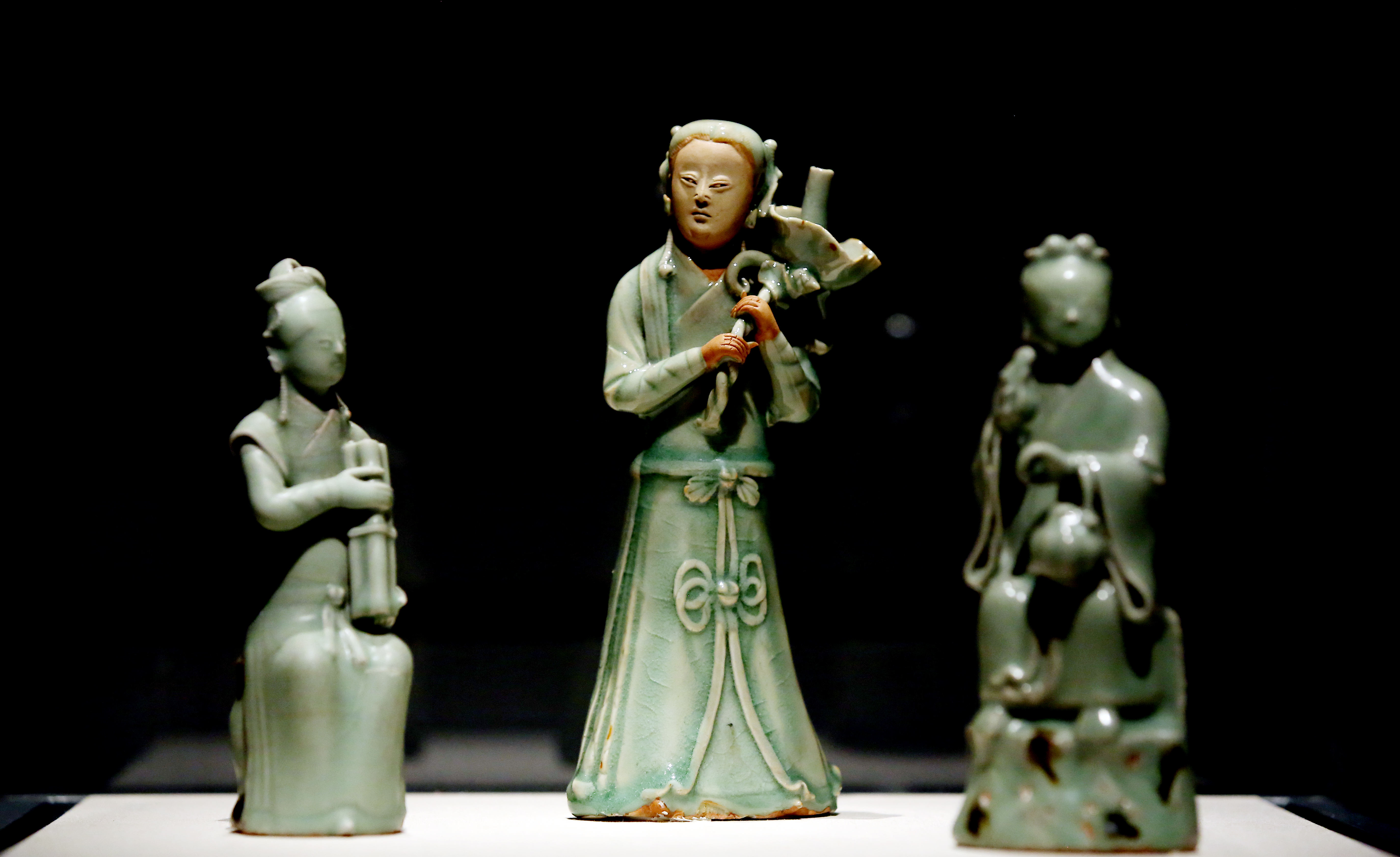
新安沈船から引き揚げられた青磁の人形

博多綱首が中心となる交易はいわゆる元寇によって終焉する。1279年に元が南宋を滅ぼすと、元は日本に服属を求めるが日本は応じず1281年に弘安の役が起きる。このあいだ日元貿易は激減するが、1302年に元は日本との通商を認めるようになり、日宋時代と同様の活況を呈するようになった。
博多綱首に変わって交易を担ったのは息浜を拠点とする博多商人である。日元間の貿易にも聖一派は積極的に関わっていたと考えられている。1976年に発見された新安沈船（沈没は1323年か？）の調査では荷物の多く（荷札の数にして4割）が東福寺のものであったことが明らかになっている。

#### 日明・日朝貿易

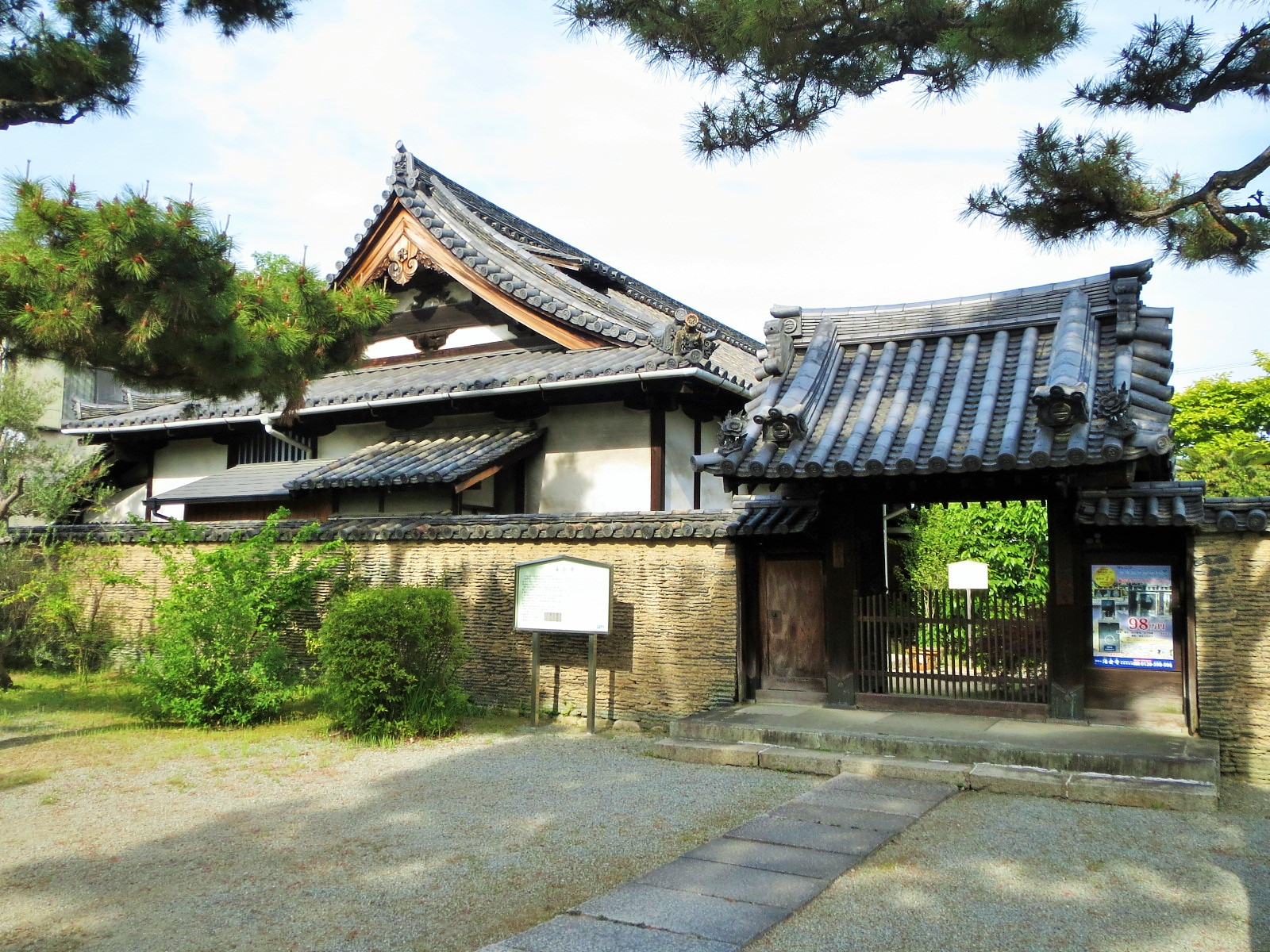
堺における拠点であった海会寺

14世紀後半に明が建国されると海禁政策が敷かれる。いっぽうの朝鮮半島では李氏朝鮮が建国され、懐柔的な外交政策が敷かれた。正式な対明貿易が出来なくなった商人は明との密貿易（前期倭寇）を行いつつ、独自に朝鮮通交を行うようになったとみられる。いっぽうで正式な明との交易を行いたい博多商人は、室町幕府に働きかけて日明貿易を復活させる。これにより民間商人が行っていた交易から、国家が主体となる通商へと移行していった。こうした流れにあっても、対外関係に重要な役割を果たしたのが禅僧である。室町時代の対外関係は夢窓派が中心的な役割を担ったが、鎌倉時代からのノウハウをもつ聖一派も大内氏や堺との関係を持ちながら携わっていた。
南北朝期から室町初期にかけて聖一派の承天寺は日朝交渉の拠点になっていた。独自に対外交流を行いたい大内氏は、承天寺に吹聴状を発して直接的な関係を形成していった。そして応永末期に九州探題の渋川氏が没落すると、大内氏は筑前に進出して承天寺を掌握し、独自に承天寺造営料船を朝鮮に派遣している。
また聖一派は南北朝期から堺で勢力を拡大し、海会寺や大安寺を拠点に湯川宣阿ら堺商人との繋がりを持つようになった。堺商人は応仁・文明の乱ごろから抽分銭を支払って遣明船や琉球貿易を行うようになるが、これにも聖一派が関わっていたと考えられる。たとえば15世紀末に堺に戻った遣明船は海会寺の僧によって出迎えられ、積荷が海会寺に運ばれている。これは堺に帰着する遣明船の唐荷を聖一派が管理していたためだと考えられる。また文明期の遣明船で主導的な役割を果たした取龍について、伊藤幸司は聖一派の禅僧であった可能性が高いとしている。さらに日明勘合で細川氏と対立した大内氏は、応永の乱の敗戦で断絶していた堺と繋がりを回復すべく聖一派の東帰光松らと接触して東福寺が所有する勘合を入手したことが明らかになっており、ここでも15世紀中頃からの遣明船および堺での聖一派の重要性が明らかになっている。

### 人材交流
円爾の帰国以降、日本から大陸へ渡航する禅僧が激増する。同時に13世紀後半からの百年間は「渡来僧の世紀」と呼ばれるほど、多くの中国の禅僧が渡来してきた。こうした背景には中世日本の禅宗で師資相承が重んじられ、中国禅宗の高僧の法系に連なることが重要視されたことがある。このような傾向は日本仏教界において禅宗のみに見られる傾向である。
円爾のもとには共に師範のもとで学んだ人々が連なったが、前述したように度弟院の東福寺を拠点していた聖一派は、その後も渡来僧を迎える代わりに積極的に門弟を宋・元に派遣した。たとえば円爾は帰国後も継続して師範と手紙をやり取りしていたが、手紙の伝達を請け負った入宋僧がいたことが知られている。かれらは紹介状を用意してもらうなど聖一派の便宜を受けるいっぽうで、巡礼や修行などの目的のほかになんらかの使命を請け負って渡航していた。このような継続的な門弟派遣は、聖一派に国内の優秀な人材を集める効果をもたらしたほか、儀礼などのアップデートを随時行うことを可能にしたと考えられる。こうした渡航も貿易船に同船し行われたと考えられるが、渡航僧の中には陶磁器・書画・繊維製品などの輸入品を現地で目利き・選別する任に就いたものもいたと推測されている。
榎本渉によれば、1240年から1275年の間の入宋僧の渡航は100件を超えてピークとなるが、その多くが聖一派などの禅僧であった。日元間の対立が深まると元の渡航僧には諜報の疑いが掛けられて取り締まりの対象となったが、1343年に元が来航禁止処置を解除すると再び多くの入元僧が渡航するようになる。榎本によると、14世紀末の東福寺住持における入宋・入元僧の割合は4割程度で他の五山と比べてやや多い。禅僧の中国への渡航は1350年頃から元の内乱により衰退していき、明が日本との交流を禁止する1380年頃に途絶えた。建武・南北朝期の東福寺住持における入元僧の割合は14%程度と、他山の40%と比べて少なくなっている。

### 外交
13世紀中頃の北条得宗家は渡来した大陸禅僧を重用した。建長元年（1249年）に開山した建長寺は蘭渓道隆・兀庵普寧・無学祖元らを招き鎌倉禅が成立する。こうした渡来僧がもたらす大陸の情報、とくに蒙古に関する情報は得宗政権の外交方針に重要な役割を果たした。やがて渡来僧が多い大応派が外交僧として元との交渉にあたったが、いっぽうの聖一派もこれに関与していたと考えられる。たとえば元の外交使節趙良弼に外交顧問として対応した南浦紹明は、懇意としていた円爾のもつ宮廷公卿とのパイプを頼って東福寺に窮状を訴えたとする説がある。また承天寺の住持であった南山士雲は鎌倉幕府の対外事務を行う鎮西探題の外交上の相談役を務めた。この役割は承天寺に継承されていった。
室町幕府によって日明間の通交が回復されると、渡航する遣明船に禅僧が同乗した。正式な正使と副使には幕府と繋がりの深い夢窓派が付いたが、これ以外に聖一派の僧も同乗していた。このような対外使節を担える禅僧は、貿易に参画したい西国大名に重用された。独自に朝鮮・琉球との通交を行った大内氏は周防国長寿寺を庇護し、岐陽方秀や綱初元纉ら聖一派の僧に外交文書を偽造させていた。大内氏の滅亡後、聖一派の文之玄昌が島津氏のブレーンとなっており、薩琉交流を担ったと考えられる。また斯立光幡が開創した東福寺塔頭の宝勝院では、代々の住持が豊後国勝光寺に住し「書契を司った」という経歴をもつものが多い。この書契もまた、大友氏が明・朝鮮・琉球と通交を行うための外交文書の作成であった可能性が高い。

### 文化

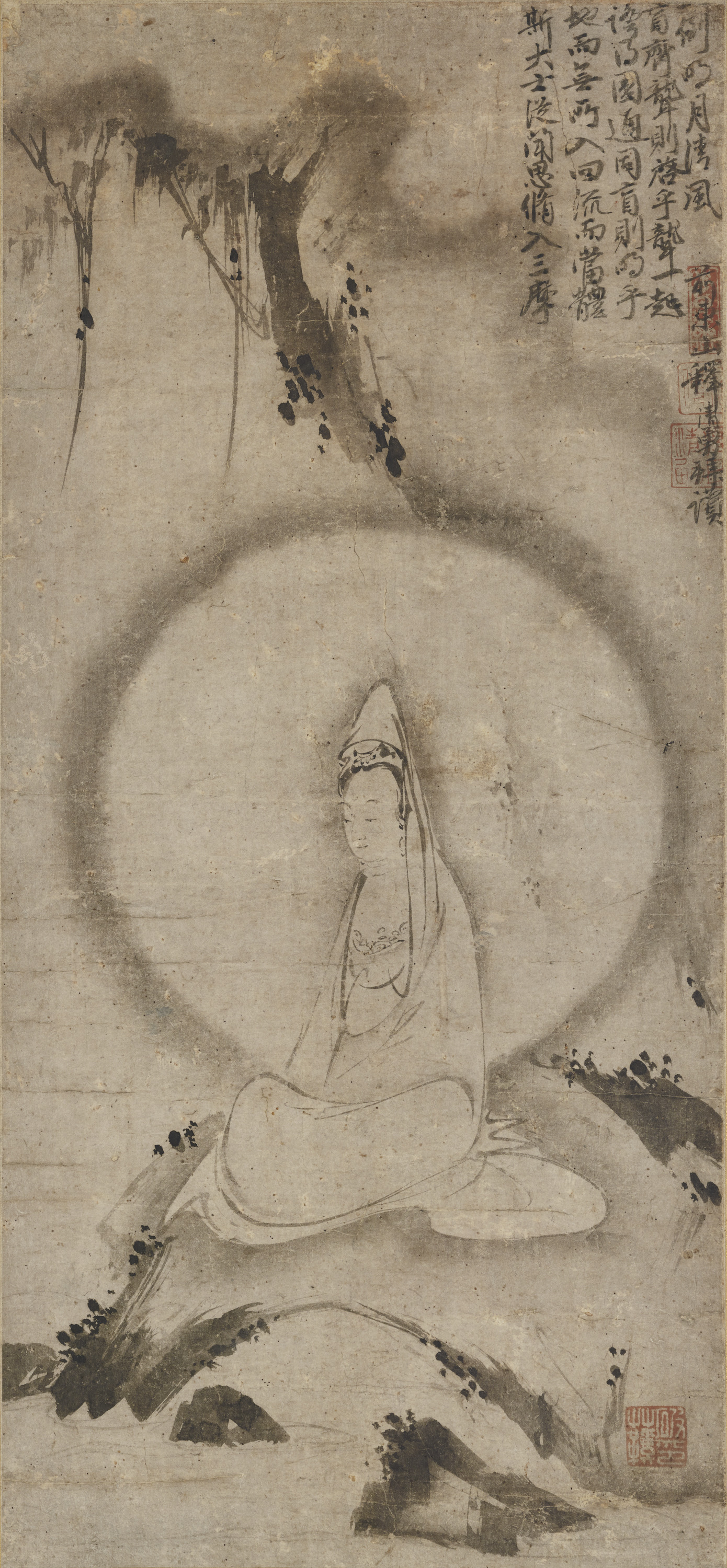
白衣観音図
明兆筆

また日中交易を担った禅宗は生活文化・学問・芸能など多くの大陸文化を日本にもたらした。聖一派では東福寺の東班衆で初期の水墨画の画僧とされる吉山明兆や、五山文学の先駆者である虎関師錬が著名である。
また中世の喫茶文化を研究する橋本素子は、『異制庭訓往来』に記される南北朝期の茶の生産地16箇所に当時聖一派寺院であった駿河国清見寺があることを明らかにし、これらの中世茶産地が宋風喫茶文化の民衆への広がりに寄与したとしている。
東福寺には様々な僧が集まったため、聖一派のなかには異端と呼ばれるような者たちも現れた。中世の芸能者放下の祖とされる自然居士は円爾の孫弟子である。放下僧は禅宗の類党と見なされ、顕密仏教から批判されている。